# 大金寺

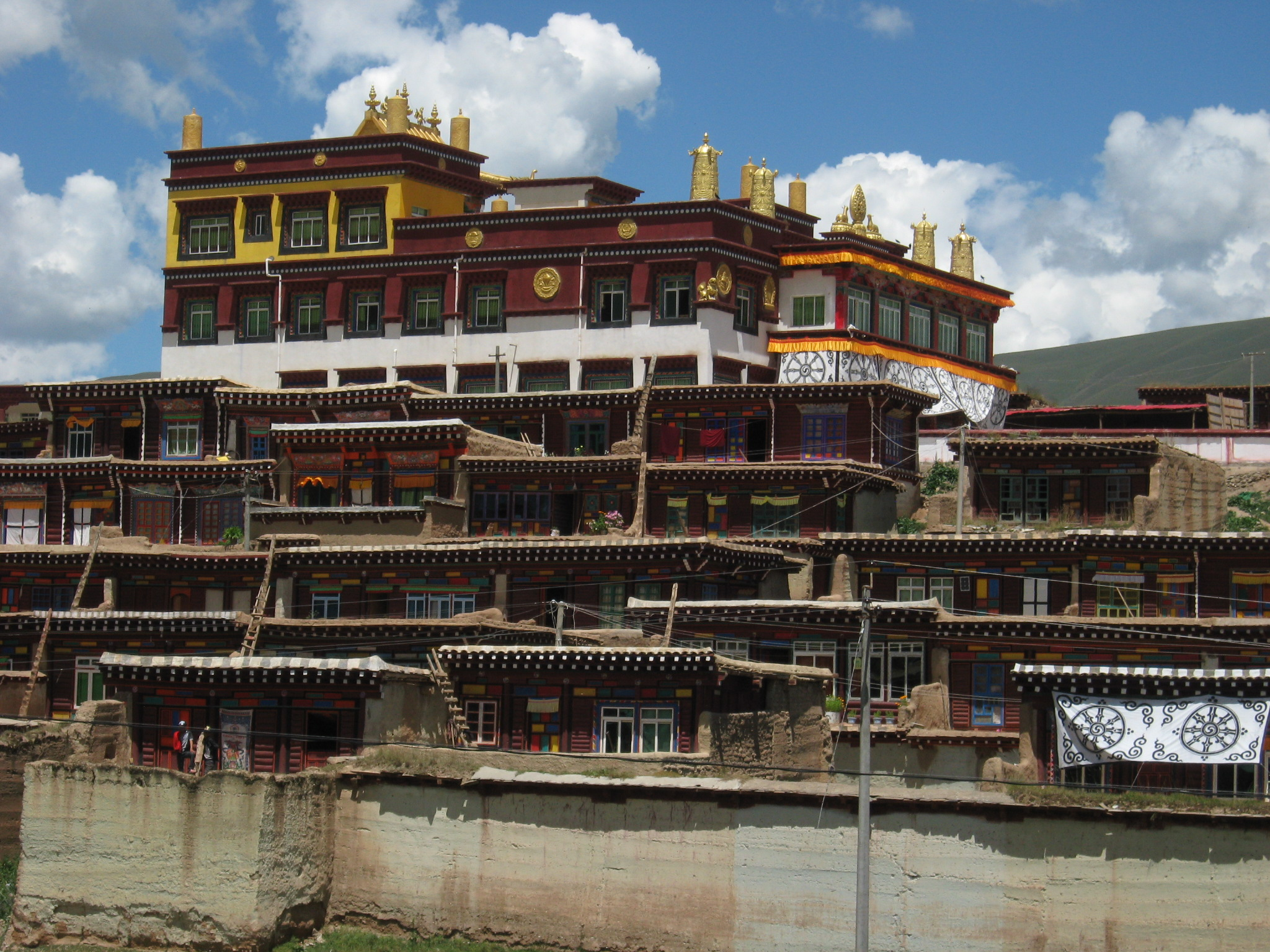
大金寺

大金寺（藏語：དར་རྒྱས་དགོན།，威利转写：dar rgyas dgon），位於四川省甘孜藏族自治州甘孜縣的格魯派藏寺。清康熙元年（1662）由五世达赖喇嘛的弟子昂翁彭措建，为霍尔地区格鲁十三大寺。
19世紀末時，該寺有2,000名僧人。在1930年代康藏糾紛爆發前可能超過3,000名僧人，1937年時約2,500名僧人。:148

## 民國西康省時期
民國西康省由刘文辉主導建省，省政府威信不足，大金寺公然要求“凡经过该寺，无论官民必先下马，否则鞭挞之。”前甘孜县知事周其昌为此饱受其辱。

## 引用文獻
1. ↑  . 鳳凰網. 2008年12月25日  [2020-03-02]. （原始内容存档于2020-03-02）.
2. ↑  Kobayashi Ryōsuke. . Cahiers d'Extrême-Asie. 2018, (27)  [2023-03-07]. （原始内容存档于2023-03-07） （英语）.
3. ↑  陈金龙. . 法音. 2016年, (第6期): 第38页  [2020-03-02]. （原始内容存档于2020-03-02）. 引文出於中国第二历史档案馆、中国藏学研究中心：《康藏纠纷档案资料选编》,北京：中国藏学出版社2000：74。